# France Football
France Football là một tạp chí hàng tuần của Pháp chứa đựng những thông tin về bóng đá trên toàn thế giới. Đó là một trong những tờ báo thể thao có uy tín bậc nhất châu Âu, bởi những hình ảnh và thống kê chính xác về các trận đấu ở các cup lớn ở châu Âu hay các giải vô địch các nước ở châu Âu.
Tạp chí này cũng tổ chức trao giải Quả bóng vàng châu Âu cho các cầu thủ có quốc tịch thuộc các nước châu Âu từ năm 1956. Năm 1995 giải này mở rộng ra cho cả các cầu thủ ở châu lục khác nhưng đang chơi bóng tại châu Âu.

## Quả bóng vàng châu Âu
Quả bóng vàng châu Âu là giải thưởng cá nhân hàng năm có giá trị nhất trong bóng đá của tạp chí dành cho các cầu thủ châu Âu của tạp chí. Giải này bắt đầu năm 1956 với người nhận giải đầu tiên là cầu thủ bóng đá người Anh lúc đó đang chơi cho câu lạc bộ Blackpool, Stanley Matthews và người nhận giải cuối cùng (trước khi hợp nhất với giải Cầu thủ xuất sắc nhất năm của FIFA thành Quả bóng vàng FIFA năm 2010) là Lionel Messi năm 2009 lúc đó đang chơi cho F.C. Barcelona. Giải được tính căn cứ vào số điểm bình chọn bởi các phóng viên thể thao uy tín châu Âu, trong đó người đạt điểm cao nhất lịch sử giải là Messi với số điểm 473 trên điểm tuyệt đối 480, năm 2009.

## Cầu thủ hay nhất nước Pháp
Hàng năm tạp chí này cũng tổ chức bầu chọn cầu thủ hay nhất nước Pháp. Trước năm 1995 giải chỉ được trao cho cầu thủ đang chơi bóng tại Pháp, từ năm 1996 các cầu thủ người Pháp đang chơi bóng tại nước ngoài cũng có thể nhận giải này.
| Năm  | Cầu thủ              | Câu lạc bộ     |
| ---- | -------------------- | -------------- |
| 1959 | Jules Sbroglia       | Angers         |
| 1960 | Raymond Kopa         | Stade Reims    |
| 1961 | Khennane Mahi        | Rennes         |
| 1962 | André Lerond         | Stade Français |
| 1963 | Yvon Douis           | Monaco         |
| 1964 | Marcel Artelesa      | Monaco         |
| 1965 | Philippe Gondet      | Nantes         |
| 1966 | Philippe Gondet      | Nantes         |
| 1967 | Bernard Bosquier     | Saint-Étienne  |
| 1968 | Bernard Bosquier     | Saint-Étienne  |
| 1969 | Hervé Revelli        | Saint-Étienne  |
| 1970 | Georges Carnus       | Saint-Étienne  |
| 1971 | Georges Carnus       | Saint-Étienne  |
| 1972 | Marius Trésor        | Ajaccio        |
| 1973 | Georges Bereta       | Saint-Étienne  |
| 1974 | Georges Bereta       | Saint-Étienne  |
| 1975 | Jean-Marc Guillou    | Angers         |
| 1976 | Michel Platini       | Nancy          |
| 1977 | Michel Platini       | Nancy          |
| 1978 | Jean Petit           | Monaco         |
| 1979 | Maxime Bossis        | Nantes         |
| 1980 | Jean-François Larios | Saint-Étienne  |
| 1981 | Maxime Bossis        | Nantes         |
| 1982 | Alain Giresse        | Bordeaux       |
| 1983 | Alain Giresse        | Bordeaux       |
| 1984 | Jean Tigana          | Bordeaux       |

| Năm  | Cầu thủ           | Câu lạc bộ          |
| ---- | ----------------- | ------------------- |
| 1985 | Luis Fernández    | Paris Saint-Germain |
| 1986 | Manuel Amoros     | Monaco              |
| 1987 | Alain Giresse     | Marseille           |
| 1988 | Stéphane Paille   | Sochaux             |
| 1989 | Jean-Pierre Papin | Marseille           |
| 1990 | Laurent Blanc     | Montpellier         |
| 1991 | Jean-Pierre Papin | Marseille           |
| 1992 | Alain Roche       | Auxerre             |
| 1993 | David Ginola      | Paris Saint-Germain |
| 1994 | Bernard Lama      | Paris Saint-Germain |
| 1995 | Vincent Guérin    | Paris Saint-Germain |
| 1996 | Didier Deschamps  | Juventus            |
| 1997 | Lilian Thuram     | Parma               |
| 1998 | Zinedine Zidane   | Juventus            |
| 1999 | Sylvain Wiltord   | Bordeaux            |
| 2000 | Thierry Henry     | Arsenal             |
| 2001 | Patrick Vieira    | Arsenal             |
| 2002 | Zinedine Zidane   | Real Madrid         |
| 2003 | Thierry Henry     | Arsenal             |
| 2004 | Thierry Henry     | Arsenal             |
| 2005 | Thierry Henry     | Arsenal             |
| 2006 | Thierry Henry     | Arsenal             |
| 2007 | Franck Ribéry     | Marseille           |
| 2008 | Franck Ribéry     | Bayern Munich       |
| 2009 | Yoann Gourcuff    | Bordeaux            |
| 2010 | Samir Nasri       | Arsenal             |

2011 Karim Benzema (Real Madrid)
2012 Karim Benzema (Real Madrid)
2013 Franck Ribéry (Bayern Munich)
2014 Karim Benzema (Real Madrid)
2015 Blaise Matuidi (Paris Saint-Germain)
2016 Antoine Griezmann (Atlético Madrid)
2017 N'Golo Kanté (Leicester City F.C.)
2018 Kylian Mbappé (Paris Saint-Germain)
2019 Kylian Mbappé (Paris Saint-Germain)
2021 Karim Benzema (Real Madrid)
2022 Karim Benzema (Real Madrid)

## Huấn luyện viên người Pháp của năm
Hàng năm tạp chí này cũng tổ chức bầu chọn huấn luyện viên hay nhất người Pháp.
| - 1970: Albert Batteux - 1970: Mario Zatelli - 1971: Kader Firoud - 1971: Jean Prouff - 1972: Jean Snella - 1973: Robert Herbin - 1974: Pierre Cahuzac - 1975: Georges Huart - 1976: Robert Herbin - 1977: Pierre Cahuzac - 1978: Gilbert Gress - 1979: Michel Le Milinaire | - 1980: René Hauss - 1981: Aimé Jacquet - 1982: Michel Hidalgo - 1983: Michel Le Milinaire - 1984: Aimé Jacquet - 1985: Jean-Claude Suaudeau - 1986: Guy Roux - 1987: Jean Fernandez - 1988: Guy Roux - 1989: Gérard Gili | - 1990: Henryk Kasperczak - 1991: Daniel Jeandupeux - 1992: Jean-Claude Suaudeau - 1993: Jean Fernandez - 1994: Jean-Claude Suaudeau - 1995: Francis Smerecki - 1996: Guy Roux - 1997: Jean Tigana - 1998: Aimé Jacquet - 1999: Élie Baup | - 2000: Alex Dupont - 2001: Vahid Halilhodžić - 2002: Jacques Santini - 2003: Didier Deschamps - 2004: Paul Le Guen - 2005: Claude Puel - 2006: Pablo Correa - 2007: Pablo Correa - 2008: Arsene Wenger - 2009: Laurent Blanc - 2010: Didier Deschamps (O.d. Marseille) |